# Житни магацин на Сави-Војарна
Житни магацин на Сави, познатији као Војарна је споменик културе од великог значаја на подручју града Сремске Митровице. Зграда је првобитно грађена као складиште.
Као један од ретких сачуваних економских објеката из 18. века Војарна представља значајан пример за проучавање војнограничарске архитектуре.

## Историјат
Грађевина је подигнута према пројекту из 1774. као економска зграда (складиште) за потребе Петроварадинског деветог граничарског пука. вероватно се разлог градње на овом месту може везати и за некадашње градско пристаниште у овом делу града, где је била царина према тадашњем отоманском царству. Касније на датом месту постављен и понтонски мост, који је трајао до 70-их година 20. века.
За време Другог светског рата ту се налазио логор заробљених српских војника.

## Грађевина данас
Војарна и данас својом величином доминира у западном делу града. То је двоспратна грађевина запремине преко 7000 m³ (значајно за градњу датог раздобља), покривена је стрмим двоводним кровом. У складу са наменом складишта за храна она је устројена у виду једноставног просторног распореда складишног и возног дела, па је захтевала и одговарајућу заштиту зидовима од опеке дебљине преко 1 m. Поред високог крова са спуштеним кровићима на забатним површинама, који даје посебан нагласак скромно обрађеном зидном платну, све четири фасаде перфориране су уједначеним ритмом једноставних прозора, док се са три стране налази укупно шест улаза. Сокл на јужној и источној страни, плитке лезене на крајевима и строго профилисани кровни венац представљали су својим скромним архитектонским обликовањем само логичан след тежње да се у првом реду да акценат на задовољењу функционалних потреба.